# Indotyphlops veddae
Indotyphlops veddae är en ormart som beskrevs av Taylor 1947. Indotyphlops veddae ingår i släktet Indotyphlops och familjen maskormar. Inga underarter finns listade i Catalogue of Life.
Denna orm förekommer i en mindre region på nordöstra Sri Lanka vid havet. Exemplar hittades i skogar, i trädodlingar och i trädgårdar. Honor lägger antagligen ägg.
Beståndet hotas av landskapsförändringar. Arten är känd från ett fåtal fynd. IUCN listar arten med kunskapsbrist.